# Flamur Simon
Flamur Simon (* 15. Dezember 1999 in Wuppertal) ist ein deutscher American-Football-Spieler. Er spielt als Linebacker für Rhein Fire in der European League of Football (ELF).

## Karriere
Simon begann 2016 mit dem Footballspielen bei der Jugendmannschaft der Langenfeld Longhorns und wechselte im darauffolgenden Jahr zur U19 der Wuppertal Greyhounds. Zur Saison 2018 wechselte er zunächst zu den Junioren der Düsseldorf Panther und anschließend in deren Herrenteam, welches zu dem Zeitpunkt in der German Football League spielte. Aufgrund seiner dortigen Leistungen wurde Simon 2021 zum NFL International Combine. Außerdem erhielt er ein Stipendienangebot der University of Massachusetts, das er allerdings aufgrund der Covid-19-Pandemie nicht wahrnehmen konnte.
2022 wechselte Simon in die European League of Football (ELF) zu den Cologne Centurions. Bereits in der ersten Spielwoche wurde er als MVP of the Week ausgezeichnet. Zum Saisonende folgte zudem die Ehrung als teaminterner MVP der Defense sowie eine weitere Einladung zum NFL International Combine und eine zum CFL Global Combine.
Im November 2022 gab Rhein Fire die Verpflichtung von Simon für die Saison 2023 bekannt. Mit Fire konnte er direkt die ELF-Championship gewinnen und er erhielt einen neuen Vertrag für die Saison 2024.
| Jahr                                           | Team               | Spiele | Tackles | Tackles | Tackles | Tackles | Tackles | Interceptions | Interceptions | Interceptions | Interceptions | Fumbles | Fumbles | Fumbles |
| Jahr                                           | Team               | Spiele | Total   | Solo    | Ast     | TFL     | Sack    | BrUp          | INT           | Yds           | TD            | FF      | FR      | TD      |
| ---------------------------------------------- | ------------------ | ------ | ------- | ------- | ------- | ------- | ------- | ------------- | ------------- | ------------- | ------------- | ------- | ------- | ------- |
| German Football League / 2                     |                    |        |         |         |         |         |         |               |               |               |               |         |         |         |
| 2019                                           | Düsseldorf Panther | 16     | 114     | 69      | 45      | 7       | 2       | 5             | 1             | 25            | 0             | 0       | 1       | 0       |
| 2021                                           | Düsseldorf Panther | 8      | 34      | 18      | 15      | 12      | 8       | 4             | 1             | 38            | 1             | 1       | 1       | 1       |
| GFL/GFL2 Gesamt                                | GFL/GFL2 Gesamt    | 24     | 148     | 87      | 60      | 19      | 10      | 9             | 2             | 63            | 1             | 1       | 2       | 1       |
| European League of Football                    |                    |        |         |         |         |         |         |               |               |               |               |         |         |         |
| 2022                                           | Cologne Centurions | 12     | 76      | 43      | 33      | 12      | 5       | 4             | 2             | 32            | 1             | 0       | 0       | 0       |
| 2023                                           | Rhein Fire         | 8      | 67      | 39      | 28      | 10      | 3       | 2             | 2             | 32            | 0             | 0       | 1       | 0       |
| ELF Gesamt                                     | ELF Gesamt         | 20     | 143     | 82      | 61      | 22      | 8       | 6             | 4             | 64            | 1             | 0       | 1       | 0       |
| Quelle: stats.gfl.info, sportsmetrics.football |                    |        |         |         |         |         |         |               |               |               |               |         |         |         |

| Jahr                           | Team       | Spiele | Tackles | Tackles | Tackles | Tackles | Tackles | Interceptions | Interceptions | Interceptions | Interceptions | Fumbles | Fumbles | Fumbles |
| Jahr                           | Team       | Spiele | Total   | Solo    | Ast     | TFL     | Sack    | BrUp          | INT           | Yds           | TD            | FF      | FR      | TD      |
| ------------------------------ | ---------- | ------ | ------- | ------- | ------- | ------- | ------- | ------------- | ------------- | ------------- | ------------- | ------- | ------- | ------- |
| European League of Football    |            |        |         |         |         |         |         |               |               |               |               |         |         |         |
| 2023                           | Rhein Fire | 2      | 10      | 9       | 1       | 2       | 1       | 1             | 0             | 0             | 0             | 0       | 0       | 0       |
| ELF Gesamt                     | ELF Gesamt | 2      | 10      | 9       | 1       | 2       | 1       | 1             | 0             | 0             | 0             | 0       | 0       | 0       |
| Quelle: sportsmetrics.football |            |        |         |         |         |         |         |               |               |               |               |         |         |         |